# Кульчинки (Красиловский район)
Кульчинки (укр. Кульчинки) — село в Красиловском районе Хмельницкой области Украины.
Население по переписи 2023 года составляло 526 человека. Почтовый индекс — 31040. Телефонный код — 3855. Занимает площадь 2,592 км². Код КОАТУУ — 6822786001.

## Местный совет
31040, Хмельницкая обл., Красиловский р-н, с. Кульчинки, ул. Октябрьская